# BRK1
BRK1 (англ. BRICK1, SCAR/WAVE actin nucleating complex subunit) – білок, який кодується однойменним геном, розташованим у людей на короткому плечі 3-ї хромосоми.  Довжина поліпептидного ланцюга білка становить 75 амінокислот, а молекулярна маса — 8 745.
| 10         |  | 20         |  | 30         |  | 40         |  | 50         |
| ---------- |  | ---------- |  | ---------- |  | ---------- |  | ---------- |
| MAGQEDPVQR |  | EIHQDWANRE |  | YIEIITSSIK |  | KIADFLNSFD |  | MSCRSRLATL |
| NEKLTALERR |  | IEYIEARVTK |  | GETLT      |  |            |  |            |

A: Аланін

C: Цистеїн

D: Аспарагінова кислота

E: Глутамінова кислота

F: Фенілаланін

G: Гліцин

H: Гістидин

I: Ізолейцин

K: Лізин

L: Лейцин

M: Метіонін

N: Аспарагін

P: Пролін

Q: Глутамін

R: Аргінін

S: Серин

T: Треонін

V: Валін

W: Триптофан

Задіяний у таких біологічних процесах як ацетиляція, альтернативний сплайсинг. 
Локалізований у цитоплазмі, цитоскелеті.